# Japonism
『Japonism』（ジャポニズム）は、日本の男性アイドルグループ・嵐の通算14枚目となるオリジナル・アルバム。2015年10月21日にジェイ・ストームから発売された。

## 解説
初回限定盤、よいとこ盤、通常盤の3形態での発売。スペシャル・パッケージになっている初回限定盤には布袋寅泰が作詞・作曲・編曲を手掛けた「心の空」のミュージック・ビデオとメイキングを収録したDVDと歌詞フォト・ブックレット（84P）が封入されている。よいとこ盤には少年隊のデビューシングルである「仮面舞踏会」TYPE Aのカップリング曲「日本よいとこ摩訶不思議」が嵐によるカバーのボーナストラック1曲とオリジナル・トーク・トラック「アラジャポ・トーク」が収録されている。通常盤には「ふるさと」を含むボーナストラック4曲が収録されている。なお、このアルバムの発売前に発売されたシングル曲、「愛を叫べ」は収録されていない（次のアルバム『Are You Happy?』に収録されている）。
2020年2月7日より、通常盤収録曲のデジタル配信、及びサブスクリプション配信が解禁された。
2021年7月16日より、よいとこ盤収録曲が2ndカップリング・ベスト『ウラ嵐BEST 2012-2015』に収録され、デジタル配信、及びサブスクリプション配信が解禁された。

## チャート成績
2015年11月2日付オリコン週間アルバムランキングで初登場1位を獲得した。初週82.0万枚で、初動売上はシングル・アルバム通じて自己最高売上記録を達成した。
また、同年11月9日付の同ランキングでも、5.7万枚を売り上げて、2週連続1位を獲得した。自身のアルバムで2週連続首位を獲得したのは、前々作の『LOVE』以来2作ぶり。『All the BEST! 1999-2009』、『僕の見ている風景』とあわせて通算4作目となった。
2016年1月18日付の同ランキングで累計売上が100万枚を突破し、発売12週目でミリオンを記録した。自身のアルバムでミリオンを突破したのは『All the BEST! 1999-2009』、『僕の見ている風景』以来通算3作目となった。男性アーティストのアルバムミリオンは、Mr.Childrenの『Mr.Children 2001-2005 <micro>』が2012年6月18日付で達成して以来、3年7か月ぶりの快挙となった。

## 収録曲

### CD

#### Disc 1
1. Sakura [4:39]
  - 45thシングル
2. 心の空 [4:33]
作詞・作曲・編曲：布袋寅泰、Rap詞：櫻井翔
  - 本作のリードトラック[8]

ギターの演奏も布袋が担当している。
3. 君への想い [4:53]
作詞：wonder note・Macoto56、Rap詞：櫻井翔、作曲：wonder note、編曲：石塚知生
仮タイトルは「夜空に」[15]。
篳篥と笙は雅楽演奏家の東儀秀樹が担当している。
4. Don't you love me? [4:00] - 松本潤
作詞：wonder note・paddy、作曲：TAKAROT・wonder note、編曲：石塚知生
5. miyabi-night [4:37]
作詞：Macoto56・AKJ & ASIL、作曲：AKJ & ASIL、編曲：A.K.Janeway
6. 三日月 [4:30]
作詞：youth case、作曲・編曲：A-bee
仮タイトルはローマ字表記だった[15]。
7. Bolero! [3:38]
作詞・作曲：SAKRA、編曲：Slice of Life
8. Mr. FUNK [4:45] - 相葉雅紀
作詞：youth case、Rap詞：Shigeo、作曲：Ricky Hanley・Daniel Sherman、編曲：metropolitan digital clique
9. 暁 [4:13] - 大野智
作詞：s-Tnk、作曲・編曲：三留一純
元々、ソロ曲ではなく全体曲の候補であった[16]。
10. 青空の下、キミのとなり [4:04]
  - 46thシングル
11. Rolling days [5:05] - 櫻井翔
作詞・作曲：Octobar、Rap詞：櫻井翔、編曲：pieni tonttu
12. イン・ザ・ルーム [3:18]
作詞：小川貴史、Rap詞：櫻井翔、作曲・編曲：Jeremy Hammond
仮タイトルは「ルージュ」[15]。
13. マスカレード [4:50]
作詞・作曲：HYDRANT、編曲：船山基紀
大野が振付を担当した。
14. MUSIC [3:38] - 二宮和也
作詞：AKIRA、作曲：古川貴浩、編曲：吉岡たく
二宮自身が作詞・作曲を手掛けないソロ曲が収録されるのは2005年の「秘密」以来10年ぶり。
15. 伝えたいこと [4:39]
作詞：ASIL・s-Tnk、作曲：Fredrik “Figge” Boström・Susumu Kawaguchi、編曲：pieni tonttu
16. Japonesque [4:11]
作詞：MiNE・R.P.P.、作曲：sk-etch・MiNE、編曲：ha-j・sk-etch

#### Disc 2（通常盤）
1. 僕らがつないでいく [4:25]
作詞：SQUAREF・John World、作曲：Pippi Svensson・Josef Melin、編曲：BJ Khan
2. the Deep End [3:27]
作詞：100+、作曲：STEVEN LEE・Drew Ryan Scott・Andreas Oberg、編曲：A.K.Janeway
3. Make a wish [4:24]
作詞：いなむらさちこ、作曲：sk-etch・Shu Kanematsu・BEAT・ROLF、編曲：佐々木博史
4. ふるさと [4:41]
  - チャリティーイベント「嵐のワクワク学校」校歌

#### Disc 2（よいとこ盤）
1. 日本よいとこ摩訶不思議 covered by 嵐 [2:55]
作詞・作曲：野村義男、編曲：佐々木博史
  - 少年隊1stシングル『仮面舞踏会』TYPE Aカップリング曲のカバー

6thベスト・アルバム『ウラ嵐BEST 2012-2015』にも収録された。
2. オリジナル・トーク・トラック「アラジャポ・トーク」

### DVD
※初回限定盤のみ
1. 「心の空」ビデオ・クリップ+メイキング

## 映像作品
心の空
- ARASHI LIVE TOUR 2015 Japonism
- ARASHI LIVE TOUR 2016-2017 Are You Happy?（初回限定盤）
- 5×20 All the BEST!! 1999-2019（初回限定盤2）
- 5×20 All the BEST!! CLIPS 1999-2019（初回限定盤）（PV映像）

君への想い
- ARASHI LIVE TOUR 2015 Japonism

Don't you love me?
- ARASHI LIVE TOUR 2015 Japonism

miyabi-night
- ARASHI LIVE TOUR 2015 Japonism
- ARASHI LIVE TOUR 2016-2017 Are You Happy?（初回限定盤）

三日月
- ARASHI LIVE TOUR 2016-2017 Are You Happy?（初回限定盤）

Bolero!
- ARASHI LIVE TOUR 2015 Japonism
- ARASHI LIVE TOUR 2016-2017 Are You Happy?（初回限定盤）

Mr.FUNK
- ARASHI LIVE TOUR 2015 Japonism

暁
- ARASHI LIVE TOUR 2015 Japonism

Rolling days
- ARASHI LIVE TOUR 2015 Japonism

イン・ザ・ルーム
- ARASHI LIVE TOUR 2015 Japonism
- ARASHI LIVE TOUR 2016-2017 Are You Happy?（初回限定盤）

マスカレード
- ARASHI LIVE TOUR 2015 Japonism
- ARASHI LIVE TOUR 2016-2017 Are You Happy?（初回限定盤）

MUSIC
- ARASHI LIVE TOUR 2015 Japonism

Japonesque
- ARASHI LIVE TOUR 2015 Japonism
- ARASHI LIVE TOUR 2016-2017 Are You Happy?（初回限定盤）

僕らがつないでいく
- ARASHI LIVE TOUR 2015 Japonism
- ARASHI LIVE TOUR 2016-2017 Are You Happy?（初回限定盤）

Make a wish
- ARASHI LIVE TOUR 2015 Japonism

ふるさと
- ARASHI LIVE TOUR Beautiful World（初回限定盤）
- ARASHI アラフェス'13 NATIONAL STADIUM 2013

日本よいとこ摩訶不思議
- ARASHI LIVE TOUR 2015 Japonism